# Boys & Girls (canción de Ayumi Hamasaki)
«Boys & Girls» es el noveno sencillo de la cantante japonesa Ayumi Hamasaki, lanzado originalmente el 14 de julio del año 1999.

## Información
El sencillo fue su primero lanzado en formato maxi con más de 4 canciones, y e fueron agregados numerosas remezclas y versiones alternativas de la canción original. "Boys & Girls" fue lanzado el mismo día que 'BE TOGETHER", sencillo de su conocida rival en ese entonces Ami Suzuki. La batalla entre las dos jóvenes se hizo más fuerte desde el lanzamiento de estos sencillos, ya que comenzaron a pelear ferreamente por el primer lugar en la lista de los más vendidos. En la primera semana Suzuki logró llegar al primer puesto de Oricon, dejando a Ayumi en segundo lugar; pero en la segunda semana Ami quedó en el segundo puesto. Finalmente Ayumi se coronó ganadora, convirtiendo a este sencillo en el primero en vender más de un millón de copias (cuando el de Ami Suzuki sólo alcanzó a vender 800 mil copias).
El tema original es el AUBE Original Mix, y esta misma versión fue más tarde incluida en el segundo álbum de estudio de la artista. El nombre de AUBE es solamente porque la canción fue la primera utilizada como imagen en los comerciales de la gama de cosméticos que lleva el mismo nombre. La canción que más tarde fue utilizada bajo su contrato con esta empresa fue "And Then", la que no llegó a convertirse en sencillo.

## Canciones
1. «Boys & Girls» "MAD FILTER MIX"
2. «Boys & Girls» "AUBE Original mix"
3. «Boys & Girls» "Higher Uplift Mix"
4. «LOVE (Destiny)» "TODD'S LOVERS CONVERSION"
5. «Boys & Girls» "HΛL's Mix"
6. «Boys & Girls» "Melt Down Dub Mix"
7. «TO BE» "Bright Mix"
8. «Boys & Girls» "D-Z PSYCHEDELIC ASSASSIN MIX"
9. «Boys & Girls» "Dub's club Remix"
10. «Boys & Girls» "AUBE Original Mix -Instrumental-"

- Datos: Q2355213